# Elvira Daudet
Elvira Daudet (Cuenca, 2 oct 1938-2 de junio de 2018) fue una poeta y periodista española.

## Biografía
Nació en Cuenca en 1938, su primer libro de poesía lo publicó en 1959, Premio González de Lama de poesía por Crónicas de una Tristeza y Costa del Sol por su libro España de costa a costa. Trabajó en diversos medios de comunicación entre los que destacan Informaciones, ABC, El Independiente y Pueblo. Numerosas son las entrevistas a personajes como Dalí y otras figuras relevantes tanto de la cultura como de la política.
Dirigió el periódico La Tarde de Madrid y la revista Derechos Humanos. En otros medios como TVE escribió, presentó y dirigió Está llegando la mujer.

## Libros publicados
- El primer mensaje 1959, editorial Ágora
- España de costa a costa
- Los empresarios Dopesa 1974, volumen 2 de Colección Castas de españoles, ISBN 9788472351745
- Crónicas de una tristeza 1971, Ayuntamiento de León ISBN 9788460000389
- El don desapacible 1994, volumen 73 Colección Poesía, Libertarias, ISBN 9788476833346
- Terrenal y marina 2000, Diputación provincial de Cuenca
- Orestes murió en La Habana 2003, ediciones AKAL, ISBN 978-84-95440-50-1
- La Gioconda llora de madrugada 2006, Editorial Foca, ISBN 978-84-95440-79-2
- Elvira Daudet –Hazversidades Poéticas, marzo de 2010
- Laberinto Carnal Colección ANAQUEL DE POESÍA, Editorial Cuadernos del Laberinto, ISBN 978-84-938708-1-2
- Elvira Daudet - Antología Poética -1959- 2012- (Edición Digital, octubre de 2012, Alacena Roja)
- Cuaderno del Delirio (noviembre de 2012, Colección: Intravagantes, Editorial Evohé ISBN 9788415415350)
- Antología poética (1959-2012) (octubre de 2014, Colección: Alcalima, Editorial Lastura)
- Antología poética (2012-2014) (octubre de 2014, Colección: Alcalima, Editorial Lastura)